# Тайвін Ланністер
Тайвін Ланністер (англ. Tywin Lannister) — вигаданий персонаж серії фентезі-романів «Пісня льоду й полум'я», американського письменника Джорджа Р. Р. Мартіна, та його телевізійної адаптації «Гра престолів».
Вперше з'являється у дебютному романі серії «Гра престолів» (1996), надалі присутній у «Битва королів» (1998) та «Буря мечів» (2000). Тайвін Ланністер грізний патріарх дому Ланністерів з Кастерлі-Рок (ориг. Casterly Rock) і батько Серсі, Джеймі та Тиріона Ланністера. Він хранитель Заходу, найзаможнішого краю Сімох Королівств, двічі був правицею короля, що робить його однією з найвпливовіших політичних постатей в історії Вестероса. Тайвін яскраво виражений антагоніст Тиріона, яким він нехтує  ще з дитинства, через його зріст та смерть своєї дружини Джоанни під час пологів. Це зневажливе ставлення є головним чинником, що впливає на долю Тиріона.
У телевізійній адаптації від «HBO», роль Тайвіна грає досвідчений англійський актор Чарлз Денс. Він отримав схвальні відгуки за свою роботу. 

## Опис персонажа
Тайвін не є особою з власною оповіддю подій, тож його дії спостерігаються крізь інших персонажів, таких як його молодший син Тиріон Ланністер. Тайвін Ланністер – лорд Кичері Кастерлі (ориг. Casterly Rock), щит Ланніспорту і хранитель Заходу. Він розважливий, безжалісний та владний чоловік, який випромінює впевненість та силу, і викликає страх та повагу у оточення.
|                                            | <...>Тайвіну було добре за п’ятдесят, однак міцний він був, як двадцятирічний. Навіть сидячи він здавався високим, мав довгі ноги, широкі плечі та плаский живіт. Руки в нього були худі й жилаві. Коли почала рідіти колись густа золота чуприна, він звелів цирульнику поголити голову: лорд Тайвін не вірив у півзаходи. Вуса й бороду він теж голив, лишав тільки бакенбарди — дві густі доріжки жорсткого золотого волосся, яке майже повністю затуляло щоки від вух до підборіддя. Очі в нього були світло-зелені з золотими крапочками<...> |
| — «Гра престолів», КМ-Букс (Україна, 2013) | |

У юнацтві, Тайвін був приголомшений поведінкою свого батька Тайтоса, який намагався здобути прихильність своїх підданих лордів-прапороносців, переважно домів Рейн (ориг. Reyne) та Тарбек (ориг. Tarbeck), але при цьому не помічав чисельних проявів зневаги з їхнього боку. Зрештою коли вони повстали проти правління дому Ланністерів, Тайвін особисто очолив військо та знищив повсталих васалів, розвісивши тіла усіх членів їхніх родин для загального огляду у Кичері Кастерлі. Вражений рішучими діями Тайвіна у приборканні повстання, його друг Ейрис ІІ Таргарієн призначає Тайвіна правицею короля. Незважаючи на свою жорстокість, Тайвін доводить, що він здібний лідер і його правління супроводжується злагодою та процвітанням. Згодом стосунки між Ейрисом та Тайвіном погіршуються. Тайвін йде з посади правиці короля, після того, як Ейрис призначає його старшого сина Джеймі, членом королівської варти, тим самим позбавляючи його права бути спадкоємцем Тайвіна. Ейрис починає потроху божеволіти, що робить його відомим як «Божевільний Король».
Тайвін був одружений зі своєю двоюрідною сестрою Джоанною, яка померла народжуючи їхнього молодшого сина Тиріона. Тайвін настільки був цим пригнічений, що здавалось ніби «його краща частина померла разом з дружиною». Він так і не одружився вдруге. Тайвін любить своїх дітей Серсі та Джеймі, але зневажає Тиріона, за його карликовість та смерть Джоанни. Коли Тайвін дізнається, що Тиріон втік та таємно одружився з донькою селянина Тайшею, його охоплює лють. Він вважає, що Ланністер ніколи не повинен ганьбитися тим, що одружується з простолюдином. Тайвін скасовує шлюб та змушує Джеймі збрехати Тиріону, про те, що цей любовний зв’язок був заздалегідь спланованим, з метою позбавити Тиріона незайманості, а дружина Тиріона Тайша звичайна повія. До того ж Тайвін наказує своїй охороні зґвалтувати Тайшу на очах Тиріона, а потім змушує самого ж Тиріона зґвалтувати її останнім. Ця травматична подія призвела до того, що Тиріон став зловживати алкоголем, та став нерозбірливим у стосунках з повіями. Така поведінка, викликає ще більшу зневагу Тайвіна, який переймається репутацією родини Ланністерів. 
Під час повстання Роберта Баратеона, Тайвін залишається в нейтралітеті, допоки стає зрозуміло, що Роберт переможе. Тайвін віроломно захоплює Королівський Причал (ориг. King's Landing) та наказує стратити усю королівську родину. Зрозумівши що його зрадили, «Божевільний Король» віддає наказ Джеймі вбити свого батька. Замість цього Джеймі вбиває короля, порушуючи клятву його захищати. Після війни та перемоги Роберта, Тайвін повертається до родового замку у західні землі і залишається там аж до початку подій серії романів.  

## Сюжетні лінії

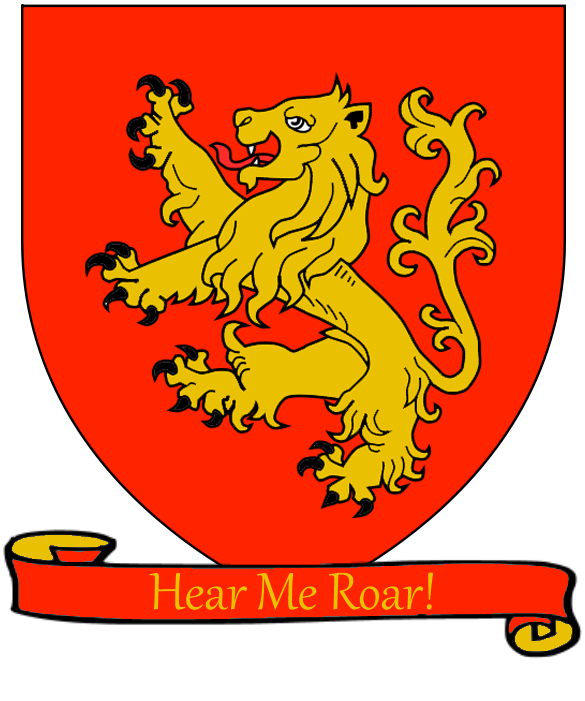
Герб дому Ланістерів

### У книжках

#### Гра престолів
Кетлін Старк арештовує Тиріона, по підозрі у організації замаху на вбивство її сина Брана. Незважаючи на своє презирство до Тиріона, Тайвін розглядає це викрадення, як зневагу до своєї родини та посилає Грегора Клігана розграбовувати родинні річкові землі Кейтлін. Також Тайвін збирає 60,000 військо, половину якого він передає під командування Джеймі, та наказує захопити столицю річкових земель – Річкорин (ориг. Riverrun). Інша половина на чолі з Тайвіном вирушає до Зеленого Зубця річки Тризуб на битву з військом півночі, яке очолює Руз Болтон. Але з’ясовується, що значна частина північної армії на чолі з Роббом Старком вирушила на перехоплення війська Джеймі та розтрощила його, а самого Джеймі взяли у полон. Тим часом новим королем стає онук Тайвіна Джоффрі Баратеон, який призначає свого діда правицею короля. Тайвін вирішує залишиться у річкових землях, щоб продовжити боротьбу проти Старків, та посилає замість себе Тиріона служити правицею.

#### Битва королів
Тайвін відступає на південь до Гаренхолу, облаштовуючи його під свою базу у війні за річкові землі. Коли дядько Джоффрі та його суперник за трон Ренлі Баратеон помирає, його брат Станніс Баратеон бере в облогу Штормокрай (ориг. Storm's End). Тайвін використовує цей розбрат та просувається на захід, переслідуючи армію Робба Старка. Робб планує виснажити армію Тайвіна тривалим маршируванням та остаточно знищити його заманюючи у пастку. Дядько Робба сер Едмур Таллі, необізнаний цим планом, втупає в бій з військом Тайвіна на бродах поблизу Річкорина (ориг. Riverrun) та заважає йому просуватись далі. Зазнавши значних втрат Тайвін змушений зупинитись. Коли до нього доходить звістка, що Станніс тепер вже наближається до Королівського причалу (ориг. King's Landing), Тайвін, не вагаючись, швидко вирушає до столиці, об’єднавшись по дорозі з домом Тайреллів, колишніми лордами-прапораносцями Ренлі Баратеона. Вони своєчасно прибувають на допомогу та знищують військо Станніса, змушуючи його відступити. 

#### Буря мечів
Тайвін поновлюється на посаді правиці короля, понижуючи Тиріона в повноваженнях до скарбничого. Також Тайвіну вдається примусово одружити Тиріона з Сансою Старк, хоча його спроби видати Серсі заміж за Вілласа Тайрелла, старшого сина та спадкоємця Мейса Тайрелла, виявляються марними. Дізнавшись, що Робб Старк порушив обітницю, скасував свій шлюб з домом Фреїв завдавши їм тяжкої образи та одружився з Джейн Вестерлінг, Тайвін входить в змову з лордом Волдером Фреєм та Рузом Болтоном, який зневірився у Роббі після того, як Теон Грейджой захопив столицю Півночі Вічнозим (ориг. Winterfell). Їхня змова призводить до того, що Робба та його військо знищують під час весілля Едмура Таллі у Близнючках (ориг. The Twins), родинному замку Фреїв, що складається з двох тотожних веж. Таким чином, «Війна п’яти королів» закінчується перемогою дома Ланністерів, але невдовзі помирає і Джоффрі, випивши отрути під час свого весілля. Тиріона звинувачують у вбивстві Джоффрі та зрештою виносять смертний вирок. Напередодні страти, Джеймі та Вейрис звільняють Тиріона з в’язниці. Джеймі зізнається Тиріону, що він був змушений збрехати на рахунок Тайши, першої дружини Тиріона, – вона не була повією, а була хибно звинувачена Тайвіном, і потім зґвалтована його охороною. Шокований цією брехнею Тиріон прокрадається до спочивальні Тайвіна через секретний хід та знаходить у його ліжку свою колишню коханку Шей. Він душить її ланцюгом правиці та йде шукати батька. Тиріон знаходе Тайвіна у вбиральні та вимагає розповісти, що сталось з його дружиною Тайшею. Коли Тайвін вчерговий раз презирливо називає Тайшу хвойдою, Тиріон вбиває його з арбалета. Останні слова, що зриваються з вуст Тайвіна: "Ти... мені не... не син...".

#### Бенкет круків
Труп Тайвіна у семиденний термін зберігається у Великому Септі Бейлора, перед тим, як його перевезуть до західних земель та поховають.

### У серіалі

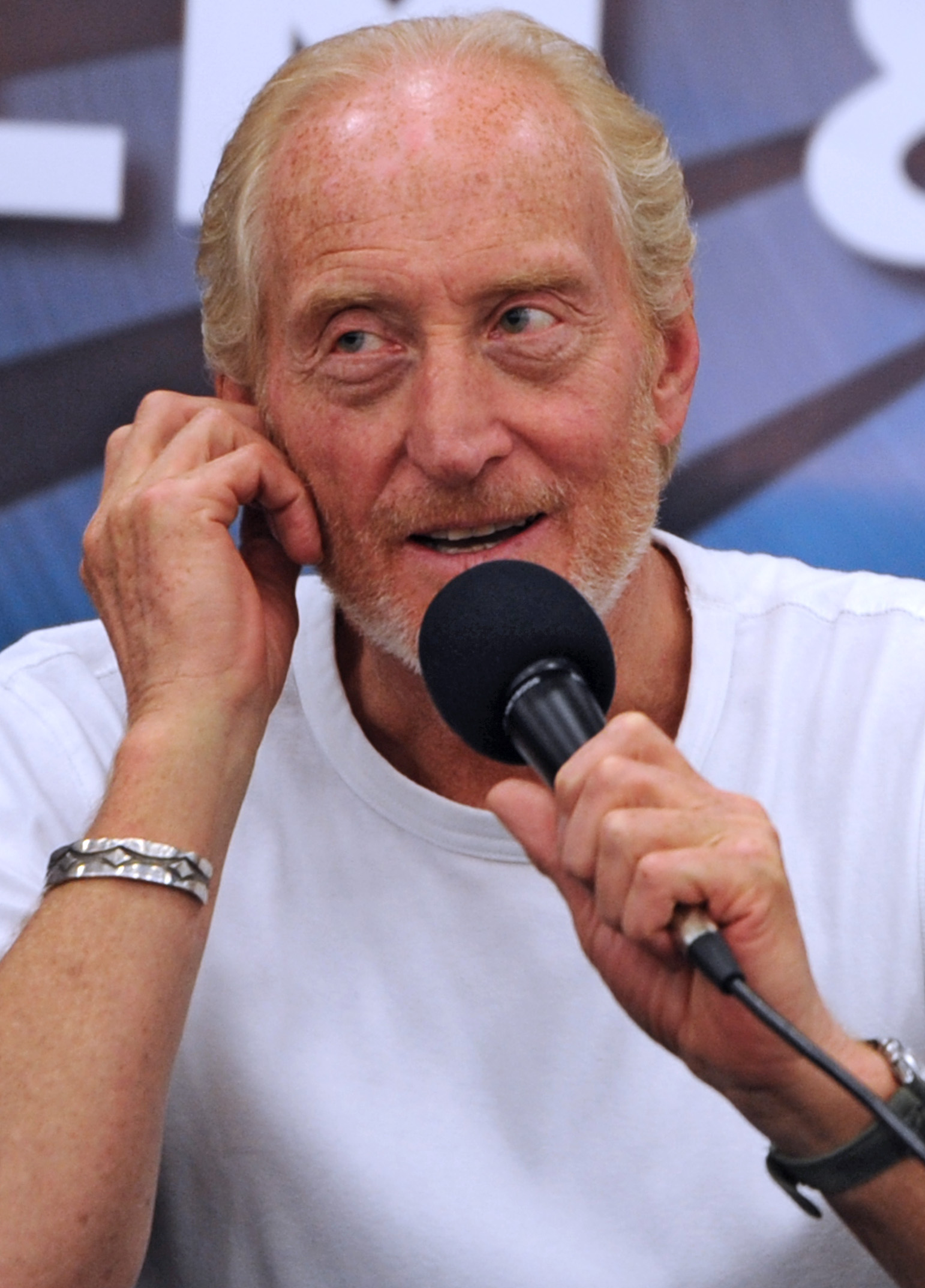
Чарлз Денс зіграв Тайвіна Ланністера у серіалі

#### Сезон 1
Після того як Кетлін Старк арештовує Тиріона Ланністера, Тайвін вирушає до річкових земель з військом у 60,000 чоловік. Половину армії він передає Джеймі, щоб захопити Річкорин (ориг. Riverrun), родинний замок дому Таллі. Свою частку армії Тайвін спрямовує до Тризубця на битву з Роббом Старком, але Робб уникає цієї битви та замість цього веде своє військо до Річкорину та бере в полон Джеймі. Після смерті Роберта, Джоффрі Баратеон стає королем та призначає Тайвіна правицею короля, стративши перед цим колишнього правицю Едарда Старка. Розуміючи що після смерті Едарда, шансів укласти мир із Старками небагато, Тайвін залишається у річкових землях вести військову кампанію, а замість себе посилає до Королівського причалу (ориг. King's Landing) Тиріона, надавши йому повноваження правиці.

#### Сезон  2
Тайвін з рештками війська заходить до Гаренхола, де випадково зустрічається з Арією Старк, яка служить йому чашницею. Він з повагою ставиться до неї, хоча і не підозрює про її справжню особистість. Коли Станніс Баратеон пливе на штурм Королівського Причалу, Тайвін направляє своє військо та військо своїх нових союзників з дому Тайрелл до столиці. Вчасно прибувши на допомогу вони розбивають армію Станніса. Після битви, Тайвіна проголошують «Рятівником Міста».

#### Сезон  3
Тайвін, з неприхованою зневагою, відмовляє Тиріону, щодо прохання призначити його спадкоємцем Кичері Кастерлі (ориг. Casterly Rock), але щоб залагодити конфлікт призначає його скарбничим. Коли Тайвін дізнається про намір Оленни Тайрелл одружити Лораса Тайрелла з Сансою Старк, він намагається їй завадити і ухвалює шлюб Тиріона з Сансою та Серсі з Лорасом. Також він домовляється з незадоволеними союзниками Робба Старка, Волдером Фреєм та Рузом Болтоном, вони влаштовують пастку та вбивають Робба на «Червоному весіллі».

#### Сезон  4
Тайвін переплавляє родинний меч Старків «Лід» на два меньших меча, один з яких він дарує Джеймі. Водночас Тайвін просить Джеймі піти з Королівської варти та стати його спадкоємцем. Джеймі відмовляється. Коли Тиріона звинувачують у отруєнні Джоффрі, Тайвін пропонує Оберину Мартеллу бути одним з трьох суддів на розгляді справи Тиріона. І хоча Оберин зневажає Тайвіна за те, що той наказав вбити його сестру разом з небожем та небогою, він погоджується. Після арешту Тиріона, Тайвін вступає у зв’язок з повією Шей, яка була коханкою Тиріона. Під час своєї втечі з Королівського причалу (ориг. King's Landing), Тиріон дізнається про це і душить її, а потім стикається з батьком у вбиральні. Коли Тиріон розповідає про те, що він кохав Шей і вбив її, Тайвін радить не звертати на це уваги, та неодноразово називає Шей шльондрою. За ці чергові образи Тиріон вбиває Тайвіна з арбалета.

#### Сезон  5
Тіло Тайвіна лежить у Великому септі Бейлора перед похованням, Джеймі та Серсі віддають йому свою пошану. Надалі, смерть Тайвіна похитнула баланс сил у Королівському Причалі, а саме дозволила зміцнішати і прийти до влади Верховному Септону.

## Дивись також
- Рейни з Кастамере